# ألف سنة من الحب
ألف سنة من الحب (بالكورية: 천년지애)‏ هو مسلسل تلفزيوني كوري جنوبي لعام 2003 من بطولة سونغ يو ري وسو جي سوب وكيم نام جين. تم بثه على SBS من 22 مارس إلى 25 مايو 2003.

## روابط خارجية
- ألف سنة من الحب على موقع IMDb (الإنجليزية)
- ألف سنة من الحب على موقع كينوبويسك (الروسية)
- ألف سنة من الحب على موقع قاعدة بيانات الفيلم (الإنجليزية)